# Эялет Хабеш
Эялет Хабеш (осман. ایالت حبش; Eyālet-i Ḥabeş‎) — османский эялет. Также был известен как эялет Джидда и Хабеш, когда Джидда была его столицей, и как Хабеш и Хиджаз. Он занимал территории побережья Хиджаза и Северо-Восточной Африки, омываемые водами Красного моря. Африканские территории эялета включали в себя города Массаву, Хиргиго, Суакин и их окрестности.
Как и в случаях с Северной Африкой, Йеменом, Бахрейном и Лахсой, османы полностью не контролировали эти территории; зачастую их реальная власть в эялете Хабеш не распространялась далеко за пределы портов, где располагались их гарнизоны.

## История

### Создание
В 1517 году турки покорили Мамлюкский султанат, победив его в сражениях в Египте и Сирии, во время правления османского султана Селима I. Территории ликвидированного султаната, включая Джидду и Мекку, попали под османский контроль. Джидда была затем укреплена для защиты границ Османской империи от португальских вторжений.
Затем Османской империи начала расширять свои границы вдоль остального побережья Красного моря. Мусульманские правители из Судана и Аравийского полуострова доминировали на африканском побережье Красного моря до появления там турок в XVI веке. Порты Суакина и Массауа были заняты Оздемир-пашой, который был назначен бейлербеем в 1555 году, к 1557 году был образован эялет Хабеш. Вскоре из Массавы, имевшей  второстепенное экономическое значение, столица была перенесена на другой берег Красного моря, в Джидду, которая служила её с конца XVI века до начала XIX века. Медина также временно служила административным центром эялета в XVIII веке.
Османы совершили несколько походов вглубь Эритреи, покоряя царство Медри Бахри. Санджак Ибрим был создан в 1560-х годах. В 1571 году бейлербей Хабеша отправился с войсками к осаждённому силами султаната Сеннар Суакину. Османская экспансия в Африке была остановлена в 1578 году, когда турки покинули большую часть занятого им ранее нагорья. В течение последующих столетий османская администрация, как правило, воздерживалась от дальнейшей экспансии, опираясь на систему непрямого правления. Только на острове Массауа был османский правитель, контролировавший торговлю и сбор налогов. Гарнизон в Хиргиго, состоящий из курдов, албанцев, турок и арабов, смешивался с местным населением, и их потомки получали османские ренты и привилегии.

### Перенос столицы в Джидду
Когда османы взяли под свой контроль Хиджаз в 1517 году, был создан санджак Джидда, находившийся под властью бейлербейлика Египет. Когда Джидда превратилась в важный центр торговли, османы сделали её столицей одноимённого бейлербейлика. В XVIII он был присоединён к эялету Хабеш, и туда стали назначаться наместники в чине визиря.
В 1701 году Суакин и другие османские владения на африканском побережье были подчинены бейлербею Джидды. После объединения с Джиддой эялет приобрёл важность. Из-за большой удалённости от столицы империи центральные власти недостаточно контролировали пашу Джидды, и их власть в регионе была в основном номинальной.
В 1829 году Иоганн Людвиг Буркхардт отмечал, что власть администрации в эялете была крайне слаба и не могла сравниться с властью шерифа Мекки. Ещё до захвата ваххабитами большей части Хиджаза в 1803 году назначение на пост бейлербея Джидды было малопочётно и расценивалось скорее как ссылка. Буркхардт также отмечал, что паша называл себя вали не только Джидды, а также Савакина и Хабеша, и под его контролем продолжала оставаться таможня в Савакине и Массауа.
Когда Мухаммед Али Египетский добился успеха в Османо–саудовской войне, он получил под свой контроль Хабеш в 1813 году. Его сын Ахмад Тушун-паша был назначен вали указом султана, таким образом получив контроль над портами Савакин и Массауа. Власть Мухаммеда Али была временной: после исчезновения ваххабитской угрозы эялет вернулся в состав Османской империи в 1827 году. В 1846 году Массауа и Савакин были отданы под контроль Мухаммеда Али и оставались под властью правителя Египта вплоть до его смерти в 1849 году.
В 1866 году Хабеш был отделён от Джидды и включён в состав Египетского хедивата как отдельная территория. Таким образом, Хабеш перестал существовать в своём традиционном виде.

## Административное деление
| Санджаки эялета Хабеш 1. Санджак Ибрим 2. Санджак Савакин 3. Санджак Харгиго 4. Санджак Массауа 5. Санджак Сайла 6. Санджак Джидда | Санджаки в 1860-е годы: 1. Санджак Йемен (до 1849 года, затем вошёл в эялет Йемен) 2. Санджак Неджд 3. Санджак Мекка 4. Санджак Джидда 5. Санджак Медина |